# Bark-Skala
Die Bark-Skala (nach Heinrich Barkhausen) ist eine psychoakustische Skala für die wahrgenommene Tonhöhe (Tonheit). Eine Verdoppelung des Bark-Wertes bedeutet, dass der entsprechende Ton als doppelt so hoch empfunden wird. Die Bark-Skala ist definiert von 0,2 bis 25 Bark.
Die Bark-Skala ist verknüpft mit der Tonheit in Mel nach Eberhard Zwicker:
1 Bark = 100 Mel
Normiert werden sowohl die Bark- als auch Mel-Skala auf den musikalischen Ton c (131 Hz):
1,31 Bark = 131 Mel = 131 Hz

## Zusammenhang mit der Frequenz

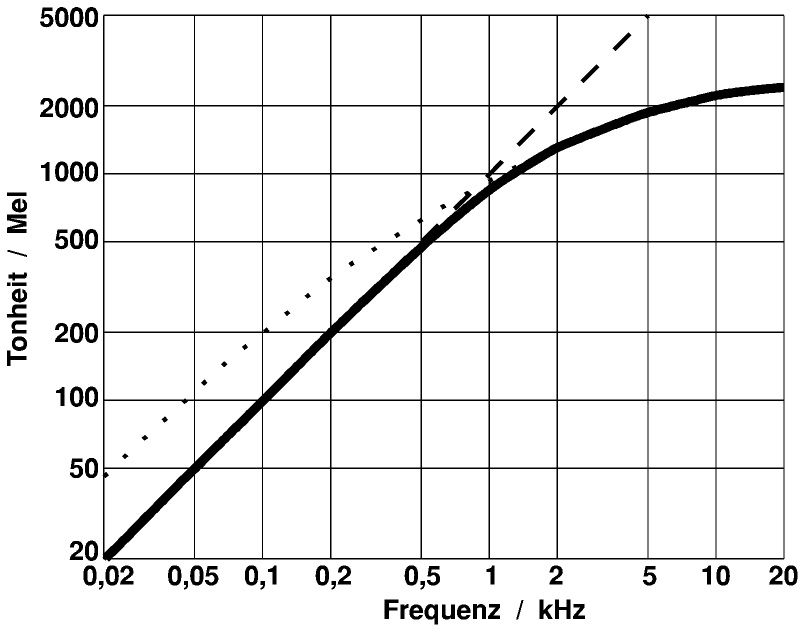
Zusammenhang zwischen Tonheit in Mel (100 Mel = 1 Bark) und Frequenz

Die weiteren Zusammenhänge zwischen Frequenz und Bark-Wert ergeben sich durch psychoakustische Versuche (in Klammern jeweils eine Faustformel):
- Für Frequenzen unter 500 Hz ergibt sich ein nahezu linearer Zusammenhang: ein Ton mit doppelt so hoher Frequenz (eine Oktave) wird als doppelt so hoch empfunden (eine Differenz von 1 Bark entspricht in diesem Frequenzbereich etwa einer Erhöhung der Frequenz um 100 Hz).
- Für Frequenzen über 500 Hz ergibt sich ein nichtlinearer Zusammenhang: um doppelt so hoch empfunden zu werden, muss z. B. bei 1000 Hz ein zweiter Ton schon die 4-fache Frequenz besitzen, bei 1600 Hz sogar eine 10-fache Frequenz (eine Differenz von 1 Bark entspricht in diesem Frequenzbereich etwa einer Erhöhung der Frequenz um eine kleine Terz, d. h. um den Faktor 1,19).

Diagramme, die die Bark-Skala statt der linear aufgetragenen Frequenz verwenden, entsprechen daher besser dem Höreindruck.
Eine Frequenz f lässt sich in den zugehörigen Bark-Wert z durch folgende Formel umrechnen:

(Anmerkung: Die Formel ist nicht ganz exakt: 131 Hz ergibt hier etwas mehr als 1,31 Bark)
{\displaystyle z=13\cdot \arctan \left(0{,}00076\cdot f\right)+3{,}5\cdot \arctan \left(\left({\frac {f}{7500}}\right)^{2}\right)}

### Bark-Frequenzskala
| z/Bark | f/Hz |    | z/Bark | f/Hz |       | z/Bark | f/Hz |
| 1      | 100  | 9  | 1080   | 17   | 3700  |        |      |
| 2      | 200  | 10 | 1270   | 18   | 4400  |        |      |
| 3      | 300  | 11 | 1480   | 19   | 5300  |        |      |
| 4      | 400  | 12 | 1720   | 20   | 6400  |        |      |
| 5      | 510  | 13 | 2000   | 21   | 7700  |        |      |
| 6      | 630  | 14 | 2320   | 22   | 9500  |        |      |
| 7      | 770  | 15 | 2700   | 23   | 12000 |        |      |
| 8      | 920  | 16 | 3150   | 24   | 15500 |        |      |

### Kritische Bandbreite
Nach Traunmüller (1990) ist die kritische Bandbreitenrate z in Bark:
{\displaystyle z'={\dfrac {26{,}81}{1+1960/f}}-0{,}53}
| wenn {\displaystyle z'<2\ }      | dann ist | {\displaystyle z=z'+0{,}15\cdot \left(2-z'\right)\ }      |
| wenn {\displaystyle z'>20{,}1\ } | dann ist | {\displaystyle z=z'+0{,}22\cdot \left(z'-20{,}1\right)\ } |
| ansonsten                        | ist      | {\displaystyle z=z'\ }                                    |

Die kritische Bandbreite f in Hz lässt sich aus z in Bark berechnen:
{\displaystyle f={\dfrac {52548}{z^{2}-52{,}56z+690{,}39}}}

## Erregung von Nervenzellen im Innenohr

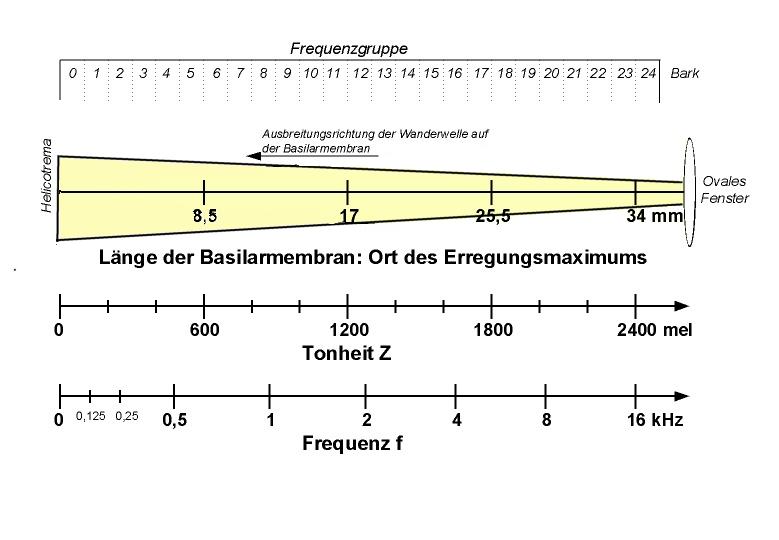
Zusammenhang zwischen Bark-Wert bzw. Frequenzgruppe, Ort auf der Basilarmembran, empfundener Höhe Z und Frequenz eines Tons

Schall regt in der Gehörschnecke des Innenohrs die Basilarmembran zum Schwingen an, was wiederum Nervenzellen entlang der Membran erregt. Der Bark-Wert der empfundenen Tonhöhe hängt näherungsweise linear davon ab, wie weit die erregten Nervenzellen vom Ende der Basilarmembran entfernt sind (vgl. nebenstehende Abbildung):
1 Bark = 1,3 mm Basilarmembran-Länge

## Signalverarbeitung des menschlichen Gehörs
Um die Lautstärke, den Klang oder die Richtung von Schall zu bestimmen, teilt das menschliche Gehör die hörbaren Frequenzen in festgelegte Bereiche ein, die Frequenzgruppen. Innerhalb einer Frequenzgruppe erfolgt die eigentliche Informationsauswertung, schließlich werden die Informationen aus unterschiedlichen Frequenzgruppen zu einem Gesamteindruck zusammengetragen.
Durch Hörversuche lassen sich 24 Frequenzgruppen jeweils mit Lage und Breite feststellen. Diese legen den Schluss nahe, dass das menschliche Gehör die Basilarmembran des Innenohrs in etwa 24 gleich lange Abschnitte einteilt, für die jeweils die erzeugten Nervenimpulse gemeinsam ausgewertet werden. Dieses entspricht genau der Definition der Bark-Skala (siehe oben):
Die Breite einer Frequenzgruppe entspricht genau einem Bark.
Die Bark-Skala wird somit auch zur Bezeichnung der unterschiedlichen Frequenzgruppen (und damit der Signalanalyse-Bereiche des Gehörs) verwendet.
Eine weitere Skala für Frequenzgruppen ist die ERB-Skala.